# Chirita leuserensis
Chirita leuserensis är en tvåhjärtbladig växtart som beskrevs av Olive Mary Hilliard. Chirita leuserensis ingår i släktet Chirita och familjen Gesneriaceae. Inga underarter finns listade i Catalogue of Life.